# Ústřední rada muslimů v Německu

Logo Ústřední rady muslimů v Německu

Ústřední rada muslimů v Německu (německy Zentralrat der Muslime in Deutschland e. V.) je jednou z nejvýznamnějších zastřešujících muslimských organizací v Německu. Byla založena v roce 1994 a sídlí v Kolíně nad Rýnem. Sdružuje především německé muslimy jiného, než tureckého původu, v celkem 21 členských organizacích. Předsedou rady je Aiman Mazyek. Generální tajemnicí rady je Nurhan Soykan.